# Municipio de Shenford
El municipio de Shenford (en inglés: Shenford Township) es un municipio ubicado en el condado de Ransom en el estado estadounidense de Dakota del Norte. En el año 2010 tenía una población de 118 habitantes y una densidad poblacional de 0,85 personas por km².

## Geografía
El municipio de Shenford se encuentra ubicado en las coordenadas 46°28′45″N 97°28′45″O / 46.47917, -97.47917. Según la Oficina del Censo de los Estados Unidos, el municipio tiene una superficie total de 139.17 km², de la cual 138,98 km² corresponden a tierra firme y (0,13 %) 0,19 km² es agua.

## Demografía
Según el censo de 2010, había 118 personas residiendo en el municipio de Shenford. La densidad de población era de 0,85 hab./km². De los 118 habitantes, el municipio de Shenford estaba compuesto por el 96,61 % blancos y el 3,39 % eran de una mezcla de razas. Del total de la población el 0 % eran hispanos o latinos de cualquier raza.